# Santo António de Mixões da Serra
Santo António de Mixões da Serra (ou apenas Mixões da Serra) é um lugar e uma aldeia situada na freguesia de Valdreu, concelho de Vila Verde. Encontra-se a 750 metros de altitude, na vertente sudoeste da Serra Amarela e muito próximo do Parque Nacional da Peneda-Gerês.
Faz parte das Aldeias de Portugal.
Nesta aldeia destaca-se um santuário com uma arquitetura singular e um miradouro com a escultura de Santo António, com vistas para as Serras do Gerês, Peneda, Amarela, Alvão, para os vales do Cávado, Lima, Homem e em dias de céu limpo também se consegue observar as Terras de Trás-os-Montes.
Próximo desta aldeia encontra-se o Alto do Galinheiro, que é o ponto mais alto do concelho de Vila Verde, com cerca de 808 metros de altitude no vértice geodésico (topo). Esta elevação situa-se no limite do concelho de Vila Verde com o de Ponte da Barca.

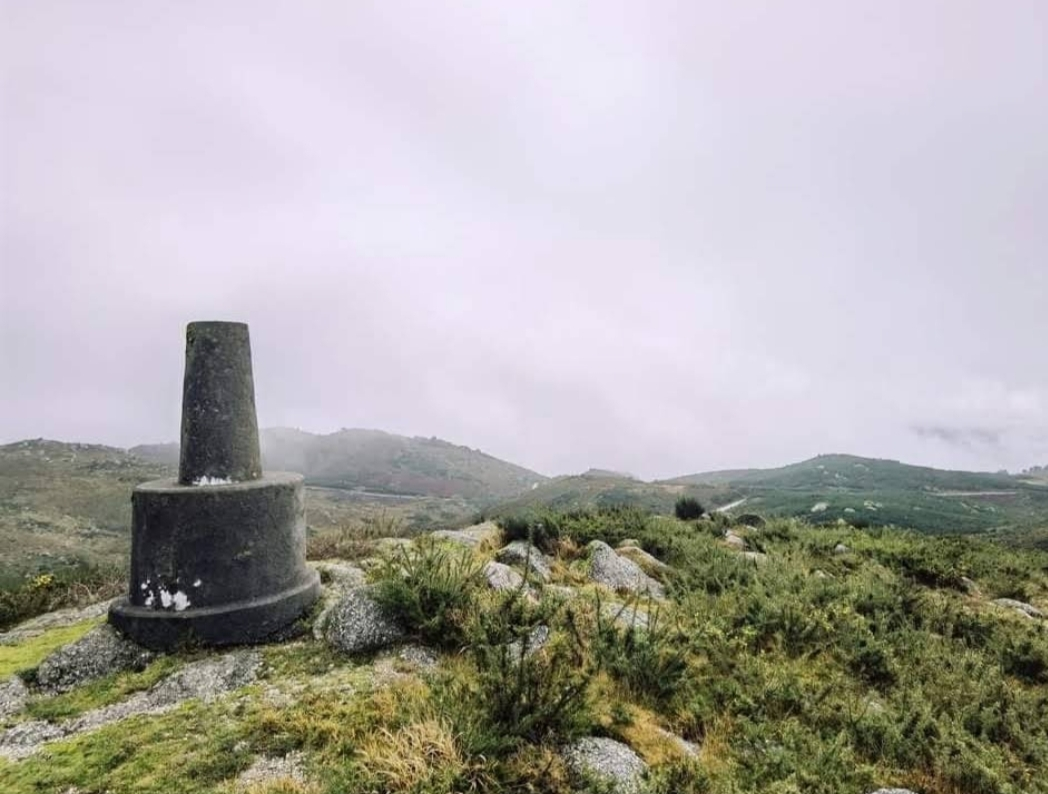
Alto do Galinheiro, ponto mais alto do concelho de Vila Verde

## Bênção dos Animais

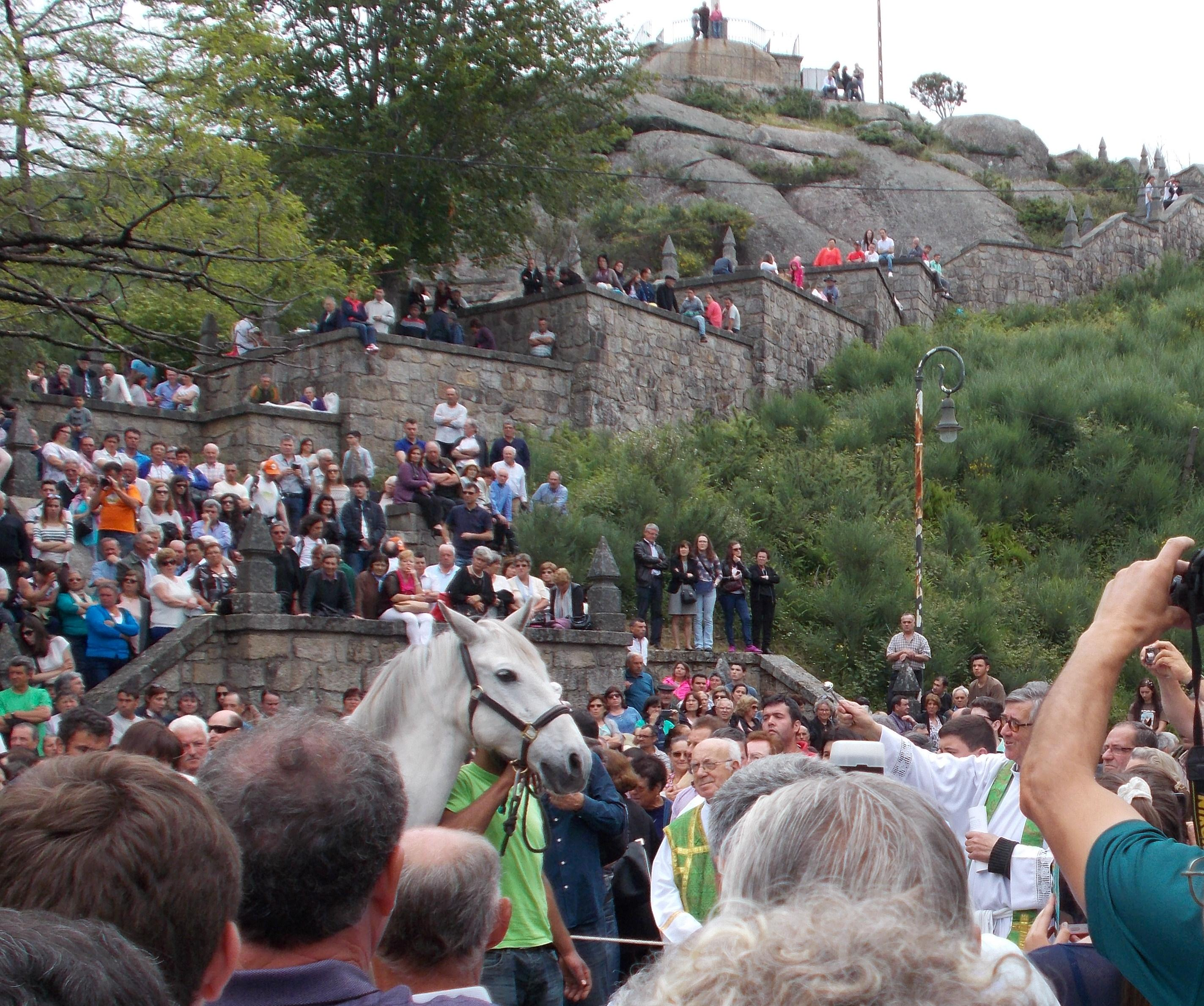
A Bênção dos Animais, que decorre no domingo anterior ao dia de Santo António

O evento principal da aldeia é a centenária tradição da Bênção dos Animais, que remonta ao século XVII, mais concretamente a 1680, quando os animais, que eram um meio de sobrevivência dos agricultores, foram atingidos por uma peste. Nesta necessidade de ajuda por parte dos animais, os locais prometeram ao Santo António um templo dedicado se este os livrasse não só da peste como dos lobos. Promessa esta que foi feita, as preces foram ouvidas e o agradecimento ocorreu com a construção de uma pequena capela em honra a Santo António, que acabou por ser substituída pelo atual santuário em 1952. Desde então, no domingo anterior ao dia 13 de Junho, dia daquele Santo, juntam-se na aldeia milhares de pessoas vindas do concelho de Vila Verde, de concelhos vizinhos como Terras de Bouro, Ponte da Barca, Arcos de Valdevez ou até mesmo de mais longe, que levam os seus animais, como cães, gatos, vacas, cavalos, cabras, pombas, para a sua bênção.

## Fojo do Lobo
Perto de Mixões da Serra, na aldeia vizinha de Gondomar, existe um Fojo do Lobo, uma armadilha de caça usada na idade moderna e contemporânea que tinha como objetivo a captura dos lobos que atacavam o gado dos pastores. Essa armadilha caracteriza-se por dois muros altos e compridos que convergem até terminarem no fojo, onde o lobo era encaminhado pelas pessoas e forçado a cair. Estes exemplos construtivos fazem parte da história das comunidades de montanha e constituem um vestígio da importância da pastorícia na região ao longo dos últimos séculos.
Presença atual do lobo em Mixões da Serra
Atualmente, na zona serrana da aldeia de Mixões da Serra, existe uma alcateia, denominada de Alcateia de Vila Verde/Amarela Oeste, constituída por 7 lobos, segundo os censos de 2002/2003. A presença do lobo-ibérico faz com que esta região possua uma fauna riquíssima, visto que esta espécie encontra-se atualmente em vias de extinção.

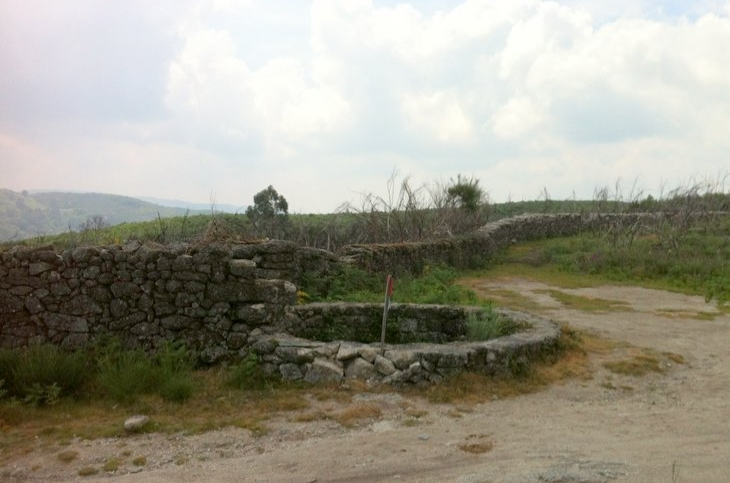
Fojo do Lobo de Gondomar (Vila Verde), próximo a Mixões da Serra